# شپیکرووگ
شپیکرووگ (به آلمانی: Spiekeroog) یک شهر در آلمان است که در Wittmund واقع شده‌است. شپیکرووگ ۸۲۵ نفر جمعیت دارد.